# Табачник, Дмитрий Владимирович
Дми́трий Влади́мирович Таба́чник (укр. Дмитро Володимирович Табачник; род. 26 ноября 1963, Киев) — украинский пророссийский политический и государственный деятель, историк, академик Национальной академии правовых наук Украины. Министр образования и науки Украины (11 марта 2010 — 23 февраля 2014). Заслуженный деятель науки и техники Украины (2002). Лауреат Государственной премии Украины в области науки и техники (1999).

## Биография
Отец — Владимир Исорович Табачник (1940—2021), инженер-авиастроитель, соавтор изобретений. Мать — Алла Викторовна Глебова (1938) (прямой потомок Киевского генерал-губернатора генерал-аншефа Ивана Глебова), инженер-строитель.
Дед во время Великой Отечественной войны участвовал в Сталинградской битве и дошёл до Вены.
В 1986 году окончил с отличием исторический факультет Киевского государственного университета. Работал научным сотрудником Института истории АН УССР.

### Политическая деятельность

#### 1990—2004 годы
В 1990—1994 годах — депутат Киевского городского совета, один из руководителей антинационалистической депутатской группы.
С января 1991 года по декабрь 1992 года — консультант Секретариата Верховного Совета (Верховной рады) Украины.
С декабря 1992 года по март 1993 года — руководитель пресс-службы Кабинета министров Украины (Леонида Кучмы).
С марта по сентябрь 1993 года — пресс-секретарь правительства Украины — начальник Главного управления информации, прессы и связей с общественностью Кабинета министров Украины.
В 1994 году возглавил президентскую избирательную кампанию Кучмы, которая основывалась на концепции стратегического партнёрства с Россией и предоставления русскому языку статуса государственного.
С июля 1994 года по декабрь 1996 года — глава администрации президента Украины Леонида Кучмы, член Совета национальной безопасности и обороны.
В 1996 году был инициатором открытого давления на Верховную Раду с целью принятия ею новой Конституции (является сейчас действующей), которая основывалась на концепции сильной президентской власти. Дмитрий Табачник открыто озвучил угрозу роспуска парламента в случае отказа голосовать за новую Конституцию и принятие её потом через назначенный президентом Украины общенародный конституционный реферерендум (так он заявил, что независимо от позиции парламента Конституция будет принята — «матч состоится при любой погоде»). По мнению одного из тогдашних наблюдателей, Дмитрий Табачник даже «передавил ситуацию» угрозой роспуска и в результате «…в конституционную ночь депутаты входили, имея лишь четверть согласованных статей, а вышли — с готовым документом. Страх и жажда власти заставили коммунистов договариваться с националистами».
Во время работы в президентской администрации получил воинские звания майора (1994 год, минуя звание капитана), в марте 1995 года — подполковника, в феврале 1996 года — полковника, однако в 2005 году постановлением Генеральной прокуратуры Украины решения о присвоении воинских званий были отменены. В 2007 году Генеральная прокуратура отменила своё предыдущее решение как «не имеющее под собой никаких правовых оснований и принятое с нарушением действующего законодательства», а Дмитрий Табачник был восстановлен в воинском звании. Ранее ряд политологов и политиков неоднократно заявляли, что постановление Генеральной прокуратуры Украины в 2005 году было обусловлено исключительно «мотивами политической мести» за резкую критику «оранжевой революции» и как одному из главных сподвижников Виктора Януковича.
С сентября 1997 по март 2003 года — советник президента Украины. С марта 1998 года по март 2003 года — народный депутат Украины, председатель комитета Верховной рады Украины по иностранным делам. Выступал за сохранение нейтрального статуса Украины, сближение с Россией как основным стратегическим союзником, против вхождения в НАТО. Указом президента Украины ему был присвоен дипломатический ранг Чрезвычайного и Полномочного Посла Украины. В 1999 году — один из руководителей президентской кампании Леонида Кучмы.
С ноября 2002 по февраль 2005 года — вице-премьер в Кабинете министров Виктора Януковича. В 2004 году — один из руководителей президентской кампании Януковича, построенной на лозунгах предоставления русскому языку статуса государственного, сохранения нейтрального статуса Украины, невхождения в НАТО и участия в Едином экономическом пространстве.

#### 2005—2012 годы
После прихода Виктора Ющенко к власти Генеральная прокуратура Украины открыла против Дмитрия Табачника несколько уголовных дел, впоследствии закрытых за отсутствием состава преступления. Среди предъявленных обвинений были попытка выпустить в свет правительственную газету с объявлением официальных результатов президентских выборов 2004 года, согласно которым победу одержал Виктор Янукович, и повышение премиальных выплат украинским олимпийцам.
В марте 2006 года был избран депутатом Верховного совета Автономной Республики Крым от Блока «За Януковича!». С апреля 2006 по декабрь 2007 года — вице-премьер в правительстве Виктора Януковича. Гуманитарная политика, отстаиваемая профильным вице-премьером, базировалась в первую очередь на попытке увеличения государственной поддержки сферы образования и культуры и её деятелей. В том числе, по подготовленному Д. В. Табачником представлению Кабинета Министров Украины, 21 сентября 2006 года Верховной Радой Украины был принят закон «Про внесение изменений в Закон Украины „О государственных наградах Украины“», которым были учреждены государственные награды Украины — почётное звание «Народный учитель Украины» и Государственная премия Украины в области образования. Однако закон не был реализован в полной мере до 2010 года.
В 2007 году выступал против уступок в вопросе проведения досрочных парламентских выборов, объявленных указом Виктора Ющенко.
В религиозной сфере гуманитарная политика Дмитрия Табачника основывалась на осуждении вмешательства государства в конфессиональные дела. Одновременно он считает русское православие «ментальной основой большей части народа Украины». В рамках этой позиции квалифицировал призыв президента Виктора Ющенко к созданию единой национальной поместной церкви как «проявление тоталитаризма и попытку уничтожения русского православия». Многократно награждался орденами УПЦ Московского патриархата.
Депутат Верховной рады Украины VI созыва (по списку Партии регионов), член фракции Партии регионов, первый заместитель председателя парламентского комитета по делам образования и науки. В Партии регионов возглавлял крыло, считавшее невозможным уступки по вопросам государственного статуса русского языка, защиты русского православия, стратегического партнёрства с Россией, невхождения в НАТО, недопущения реабилитации ОУН-УПА. Отстаивал необходимость децентрализации государственного устройства Украины на федеративно-земельной основе. Выступал против любых договорённостей со сторонниками Ющенко, расценивая это как предательство интересов пророссийского электората. Большой общественный резонанс вызвали его призывы к созданию «общенародного движения Сопротивления национал-тоталитаризму», в котором он призвал к объединению всех антифашистских оппозиционных сил.
Инициатор создания и председатель Совета общественного движения «За нейтральную, внеблоковую Украину», объединившего представителей многих партий и общественных организаций. Также инициировал создание общественного движения «Собор гражданского согласия» (в которое вошли более 120 общественных организаций), на съезде которого в декабре 2009 года был принят переданный Виктору Януковичу «Наказ народному президенту», основными требованиями которого стали восстановление стратегических отношений с Россией, придание русскому языку государственного статуса, федерализация Украины и «действенная борьба с национал-фашизмом».
Участник (вместе с Георгием Крючковым, Петром Симоненко, Петром Толочко, Сергеем Гриневецким) резонансного сборника «Заявка на самоубийство: зачем Украине НАТО?», вышедшего на русском и английском языках.
В 2007—2010 годах министр образования и науки «теневого кабинета» Виктора Януковича. Выступал против системы внешнего тестирования, рассматриваемой не в качестве средства повышения качества знаний, а инструмента борьбы с коррупцией, критиковал идеологизацию учебного процесса и уничтожающую высшее образование систему льгот, отстаивал необходимость повышения зарплат педагогов и сохранения автономии высших учебных заведений.
На парламентских выборах 2012 года занимал 11-е место в избирательном списке Партии регионов.
Член Политсовета Партии регионов до 29 марта 2014 года.

#### Министр образования и науки Украины
С 11 марта 2010 года — министр образования и науки Украины в правительстве Николая Азарова. Против него выступили органы местного самоуправления (Тернопольский, Львовский, Ивано-Франковский и Ровненский облсоветы) западноукраинских областей, во Львове и некоторых других городах Западной Украины прошли акции протеста и был организован сбор подписей за увольнение министра. Против нового министра также выступил президент Киево-Могилянской академии Сергей Квит. В адрес министра постоянно звучали обвинения в украинофобии. В кампании активно использовались в том числе и антисемитские лозунги.
С другой стороны, ректоры ряда ведущих высших учебных заведений из девяти регионов Украины, видные деятели науки, образования и культуры в своём обращении к президенту Украины, премьер-министру Украины, председателю Верховной Рады заявили о поддержке Дмитрия Табачника, а также о том, что считают пропагандистскую кампанию против его деятельности на этом посту спекуляцией «определенных политических сил». Авторы обращения дали положительную оценку работе Дмитрия Табачника на посту вице-премьера в правительствах Виктора Януковича. Также в поддержку Табачника выступил Верховный Совет Автономной Республики Крым.
Согласно результатам телефонного голосования, проведенного в прямом эфире телеканала «Интер» 20 марта 2010 года в программе «Большая политика с Евгением Киселёвым», 33 % проголосовавших высказались за отставку Табачника с поста министра, а 67 % — против неё. В голосовании приняло участие около 30 тысяч человек. Сам Табачник в интервью газете «Сегодня» назвал это голосование «опросом». 
Вскоре появился сайт, содержащий «Открытое письмо Президенту Украины Януковичу и Премьер-министру Азарову представителей интеллектуальных профессий, средств массовой информации и неправительственных организаций Украины в поддержку Дмитрия Табачника на посту министра образования и науки Украины». В течение десяти дней под ним поставили подписи более семи тысяч человек.
Дмитрий Табачник обязал школы при наличии заявлений родителей открывать классы с русским языком обучения, декларировал, что курс зарубежной литературы, преподаваемой в школе, должен быть преобразован в курс мировой литературы путём увеличения доли русской литературы в курсе до 75 %. Министр также заявил, что в новых учебниках истории будет отображено сотрудничество Бандеры и Шухевича с нацистами и их роль в организации массовых убийств и этнических чисток.
9 декабря 2010 года при реорганизации министерства был назначен министром образования и науки, молодёжи и спорта Украины.
В марте 2010 года Анна Герман, заместитель главы администрации президента Януковича, заявила, что Дмитрию Табачнику следовало бы уйти с поста министра, так как «его антиукраинские высказывания вызывают раздражение в значительной части общества». В своем отчёте о состоянии демократии и прав человека на Украине за 2010—2011 годы «Сигнал тревоги: в защиту демократии на Украине» неправительственная организация Freedom House призвала президента Виктора Януковича уволить Дмитрия Табачника с должности министра образования с формулировкой, близкой высказыванию Герман, — как «источник раздора в сфере образования и языковой политики». В ответ в Верховной Раде заявили, что эти рекомендации — вмешательство во внутренние дела Украины. Основные реформы, которые были проведены Д. В. Табачником в сфере образования:
- возвращение с 12-летней системы обучения в средней школе к 11-летней;
- возвращение в государственную собственность и открытие ранее закрытых детских дошкольных учреждений;
- обязательное обучение иностранному языку с первого класса и второму иностранному с третьего;
- введение обязательного дошкольного обучения с пяти лет;
- обязательное обучение информатике начиная со второго класса (ранее было с девятого);
- введение в средней школе новых стандартов обучения и новых квалификационных стандартов оценки учителей;
- принятие Концепции профильного образования, усилившей роль школы в распределении учебного времени (до 52 %) для индивидуального подхода к ученикам;
- утверждение Типовых правил приема в ПТУ, методики разработки госстандартов профтехобразования и 47 госстандартов профтехобразования по конкретным рабочим профессиям;[33]

30 сентября 2010 года, по представлению Д. В. Табачника, Указом Президента Украины В. Ф. Януковича № 929/2010 «Про Государственную премию Украины в области образования» при Президенте Украины был образован Комитет по Государственной премии Украины в области образования как вспомогательный орган, обеспечивающий осуществление Президентом полномочий по награждению премией; утверждено подготовленное Министерством образования и науки, молодежи и спорта Положение о премии, Положение о Комитете, персональный состав Комитета. Председателем комитета был назначен Министр образования и науки, молодежи и спорта Украины Д. В. Табачник, в 2006 году и предложивший создать данную премию.
7 февраля 2011 года Указом Президента Украины № 180/2011 «О Дипломе и Почётном знаке лауреата Государственной премии Украины в области образования» были утверждены соответствующие описания, лично разработанные Д. В. Табачником, как наиболее известным украинским специалистом в области геральдики, фалеристики и наградных систем.
3 декабря 2012 года отправлен в отставку, но уже 24 декабря вновь назначен министром образования и науки Украины в новом правительстве Николая Азарова.
После смещения Виктора Януковича с поста президента, 23 февраля 2014 года уволен с занимаемой должности постановлением Верховной Рады Украины.

### Научная деятельность
Кандидатская диссертация «Массовые репрессии против интеллигенции Украины во второй половине 1930 — начале 1940-х годов» (1991) (в форме научного доклада доступна в электронном каталоге РГБ), докторская диссертация «Феномен тоталитарно-репрессивного общества в Украине в 1920-х — конце 1950-х гг.» (1995). При этом, по утверждению народного депутата Украины от фракции НУ-НС Леси Оробец, тексты кандидатской и докторской диссертаций Табачника «отсутствуют в свободном доступе», что «не может не вызывать обеспокоенности». Однако в дальнейшем никаких подтверждений данному утверждению предоставлено не было.
- Профессор (звание присвоено Украинской академией государственного управления при президенте Украины).
- Академик Национальной Академии правовых наук Украины (1999).
- Создатель и директор общественной организации «Национальный экспертный институт Украины».
- Председатель Наблюдательного совета Национального технического университета Украины «Киевский политехнический институт» (2006).

Автор (и соавтор) более 400 научных публикаций, в том числе монографий:
- «Высота. Книга очерков о лауреатах Республиканской премии им. Н. Островского» (1987),
- «Сталінізм: деякі аспекти внутрішньої та зовнішньої політики» (1988),
- «И первыми поднимались в атаку» (1989),
- «По стандартным обвинениям» (1990),
- «Черные годы истории» (1990),
- «Алексей Кириченко: штрихи к политическому портрету» (1991),
- «Последний из могикан застоя» (1992),
- «Массовые репрессии в Украине» (1992),
- «Репрессированное возрождение» (1993),
- «Украина на пороге XXI века» (1995),
- «Украина на пути в мир» (1996),
- «Награды Украины: история, факты, документы» (1996),
- «Украина и XXI век: историко-политологические аспекты» (1998),
- «Украина: третий шанс» (2002),
- «Памятники русской истории и культуры в Украине XVII—XXI веков» (2003),
- «Украина: проблемы самоорганизации» (2003),
- «Межнациональные отношения и национальные меньшинства в Украине» (2004),
- «История украинской дипломатии в лицах» (2004),
- «Межнациональные отношения в Украине: состояние, тенденции, перспективы» (2004),
- «Украинская дипломатическая энциклопедия» (2004—2005) (в 2-х томах; в данном издании впервые были введены в научный оборот уникальные архивные источники по истории внешней политики Украины)[42],
- «Украинская дипломатия. Очерки истории» (2006),
- «Фашизм в Украине: угроза или реальность?» (2008),
- «История украинской дипломатии» (2009),
- «Западные избирательные системы: мифы, геополитика и права человека» (2009),
- «Убийство Столыпина» (2010),
- «Убийство Петлюры» (2010),
- «Крестный путь Петра Столыпина» (с предисловием патриарха Московского и всея Руси Кирилла) (2011, второе дополненное издание 2012),
- «Полководцы Украины: сражения и судьбы» (с предисловием Маршала Советского Союза С. Л. Соколова) (2012),
- «Пётр Столыпин» (серия ЖЗЛ издательства «Молодая гвардия», с предисловием патриарха Московского и всея Руси Кирилла) (2012).

### Имущественное положение
За 2012 год задекларировал суммарные доходы 2,7 млн грн., на его счетах в банке — 9,5 млн грн. По информации новостного агентства ЛІГАБізнесІнформ, Табачник является долларовым миллионером.

### Санкции и уголовные преследования
6 марта 2014 года Евросоюз и Канада объявили, что Табачник числится в списках высокопоставленных украинских чиновников, против которых вводятся финансовые санкции.
25 мая 2015 года Генпрокуратура Украины предъявила Табачнику подозрение в растрате по делу о незаконном присвоении 2,76 млн гривен руководителями двух подотчётных Табачнику ведомств: Института инновационных технологий и содержания образования и государственного издательства «Освита».
6 июня ЕС опубликовал в Официальном журнале решение о продлении санкций против Дмитрия Табачника ещё на девять месяцев. При этом мотивировка была изменена на «человек, против которого власти Украины проводят расследование относительно незаконного присвоения государственных средств».
В июле 2015 года Служба безопасности Украины объявила Табачника в розыск, ему инкриминируют хищение государственного имущества в особо крупных размерах (ч. 5 ст. 191 УКУ).
5 ноября 2015 года Апелляционный суд Киева отменил решение Печерского районного суда, который отказался наложить арест на жилой дом, квартиру и земельный участок матери бывшего министра образования и науки Украины Дмитрия Табачника. Суд установил, что согласно ст. 175 Семейного кодекса Украины имущество, приобретенное родителями и детьми за счёт их совместного труда или общих средств, принадлежит им на праве общей совместной собственности. Суд обратил внимание на то, что Табачник, будучи подозреваемым в хищении государственных средств (ч. 5 ст. 191 Уголовного кодекса Украины), санкция статьи которой предусматривает дополнительное наказание в виде конфискации имущества, 17 августа предоставил доверенность своему отцу, находясь в розыске. То есть, осознавая тяжесть наказания за преступление, в совершении которого он подозревается и в целях избежания наказания (конфискации), предоставил доверенность для перерегистрации имущества.
30 июня 2016 года Печерский районный суд Киева арестовал как денежные средства и драгоценные металлы, имеющиеся на банковских счетах Дмитрия Табачника, так и сами банковские счета, открытые в «Сбербанке».
20 августа 2016 года генеральный прокурор Украины Юрий Луценко заявлял, что Дмитрий Табачник объявлен в международный розыск, однако 19 января 2017 года представитель Интерпола опроверг подобные заявления, отметив, что Интерпол не получал по этому поводу никаких заявлений от Украины.
19 марта 2021 года был включён в санкционный список Совета национальной безопасности Украины вместе с 26 российскими и украинскими политиками.
4 марта 2021 года Совет Евросоюза полностью снял с Дмитрия Табачника санкции, ранее введённые по инициативе украинских властей.
22 ноября 2022 года офис генерального прокурора Украины сообщил о подозрении в государственной измене из-за помощи руководству оккупированных частей Херсонской и Запорожской областей Владимиру Сальдо и Евгению Балицкому в сфере здравоохранения, образования, подготовки к проведению референдумов.
4 февраля 2023 года лишён гражданства Украины.
21 марта 2024 года Винницкий городской суд заочно приговорил Табачника к 15 годам лишения свободы по делу о госизмене (ч. 2 ст. 111 УК).
Помимо лишения свободы, суд своим решением конфисковал все имущество экс-чиновника и запретил ему в течение 15 лет занимать государственные должности.
Также суд назначил 12 лет лишения свободы и конфискацию имущества пособнику Табачника, экс-главе Государственной регистрационной службы Дмитрию Вороне. Его признали виновным в пособничестве государству-агрессору (ч.1 ст. 111 УК).

### Деятельность в России
27 апреля 2023 года Табачник был назначен советником главы российской администрации Запорожской области.

## Взгляды и позиции по отдельным вопросам
- В 2004 году на международном форуме «Предотвращение геноцида: угрозы и ответственность» (Стокгольм), озвучивая тогдашнюю официальную позицию Украины (согласно которой термин «геноцид» не носил национальной окраски), заявил: «Мы будем добиваться признания международным сообществом Голодомора как акта геноцида против украинского народа»[60]. В 2010 году заявил, что Министерство образования и науки скорректирует школьные программы таким образом, чтобы показать, что голодомор был общей трагедией четырёх республик СССР (Белорусской, Казахской, Российской и Украинской ССР), а не геноцидом украинской нации[61].
- В августе 2008 года осудил военные действия Грузии в Южной Осетии, квалифицировав их как агрессию, выступил за признание Украиной государственной независимости Республики Абхазия и Республики Южная Осетия. В сентябре 2008 года первым из политиков Украины и России заявил (в статье «У роковой черты. Украина после Цхинвала»), что зенитно-ракетными комплексами «Бук-М1» в Южной Осетии управляли украинские специалисты, негласно направленные по указанию Виктора Ющенко.
- Осудил присвоение звания Героя Украины главнокомандующему Украинской повстанческой армии Роману Шухевичу (в прошлом командир абверовского отряда «Нахтигаль») и руководителю ОУН Степану Бандере. Шевченковский районный суд Киева после рассмотрения иска о защите чести и достоинства со стороны детей Шухевича признал соответствующими действительности его утверждения о том, что «Шухевич был гитлеровским офицером, которого фюрер отметил высшими наградами рейха» и не удовлетворил требования истцов о публичных извинениях, а также о запрете продажи и изъятии из торговой сети книги «Утиный суп по-украински», где были отображены вышеуказанные утверждения.
- В январе 2009 года обратился в Генеральную прокуратуру Украины с требованием возбудить уголовное дело относительно разжигания межнациональной вражды министром культуры Украины Василием Вовкуном, назвавшим на заседании правительства (обращаясь к городскому голове Харькова Михаилу Добкину, читавшему доклад по-русски) русский язык «собачьим»[62].
- После согласия руководства Украины на передачу Румынии нефтегазоносного шельфа вокруг острова Змеиный назвал это «украинской Цусимой» и направил депутатское обращение Генеральной прокуратуре Украины с требованием дать правовую оценку передачи территории и возбудить уголовное дело по статье о государственной измене.
- Украинское государство времен президентства Виктора Ющенко считал нежизнеспособным: «Современное украинское государство по […] перспективам выживания сравнимо с Польшей 1939 года»[63]. Политические оппоненты (партия «За Украину!»), а также ряд деятелей украинской культуры на основании этих и ряда других высказываний обвиняют Табачника в украинофобии и причисляют к врагам украинской культуры[64][65][66].
- В своей статье «Заметки по поводу славянского единства» высказал мнение, что украинцы фактически не являются единым народом и делятся на «малороссов», являющихся частью большой русской нации, и «галичан»[67]:

На самом деле, единая большая русская нация, включающая в себя великороссов, малороссов и белорусов пока еще никуда не исчезла. Разница между коренным киевлянином и москвичом или петербуржцем куда меньше, чем различия между львовянином и харьковчанином или между тем же петербуржцем и сибирским старовером.
Не может быть сомнения в русскости современных украинцев. Сомневаться можно лишь в русскости галичан, но в этом плане можно сомневаться и в их украинскости. Галичане действительно географически, конфессионально, ментально скорее принадлежат к западному славянству, а их кратковременное пребывание в составе Киевской Руси стоит рассматривать лишь как досадную историческую случайность. Впрочем, к сегодняшнему дню, в силу длинного ряда исторических причин, они вполне оформились в реликтовый народец русско-польского пограничья, не примкнувший ни к восточным славянам (русским), ни к западным (полякам) и потому люто ненавидящий и тех, и других как своих более успешных родственников.

Идя на поводу у галицийской идеи украинской «самости», пытаясь усилиями всего государственного аппарата навязать ее всей Украине в качестве национальной идеи, мы раскалываем восточноевропейский, русский, мир, тем самым ослабляя его. Ослабленный же русский мир не в состоянии обеспечить защиту западного и южного славянства. Результаты подобной беззащитности мы могли особенно зримо наблюдать на примере теперь уже бывшей Югославии и нынешней постоянно третируемой Сербии. «Оранжизация» Украины, единственным результатом которой стало возведение пещерной русофобии в ранг государственной политики, – из той же серии.
Ранее, в статье «Опоздавшие на 200 лет», тоже противопоставлял «малороссов» и «галичан»:
Обопремся на объективную статистику. В царской России, равно как и в СССР, украинцев (малороссов) становилось с каждым годом все больше и больше, никакие «голодоморы» их не брали. С другой стороны, современные националисты радостно рапортуют о том, что этнических русских и русскоговорящих украинцев в современной Украине становится все меньше и меньше не только в абсолютном исчислении (благодаря безумной политике власти вымирают все, в том числе и этнические украинцы), но и в исчислении относительном. Грубо говоря, русские вымирают быстрее, чем галичане.
Я умышленно употребляю термин «русские». Думаю, что хватит уже укрываться за ложной политкорректностью, которой и не пахнет у наших оппонентов. Захватившие власть в Украине галичане считают нас, малороссов, великороссов и белорусов, единым русским народом. Их пропаганда и реальная политика направлены не только против нас, как «неправильных» украинцев, проживающих на территориях, которые галичане почему-то считают своими, но и против соседних русских государств – России и Беларуси.

Думаю, что в данном случае мы должны принять их взгляд на вещи, признать, что идет борьба между римско-униатско-галицийским и русско-православным этносами, причем территории последнего подверглись политической и идеологической экспансии галичан, и с этой точки зрения обосновывать, в том числе и на международной арене, свое право на сопротивление антинародной, антиукраинской власти.
- Высказывался против обязательного дубляжа иностранных фильмов на украинский язык и ограничения вещания российских каналов на русском языке на территорию Украины[69].
- Выступает категорически против реабилитации ОУН-УПА[70].
- Протестовал против выделения из бюджета 1 млрд гривен на строительство мемориала жертвам Голодомора (нарушающего охранную зону Киево-Печерской Лавры) и превращения Мариинского дворца (после перестройки и слома исторических интерьеров) в жилую резиденцию президента. После направления им депутатского запроса в Генеральную прокуратуру Украины разрушение исторических интерьеров Мариинского дворца было прекращено[71].
- Неоднократно вступал в конфликт с частью руководящих деятелей Партии регионов, которых обвинял в готовности к уступкам Ющенко. В адрес Табачника неоднократно резко высказывалась тогдашняя замглавы Администрации президента Анна Герман, возглавлявшая в партии крыло, склонное к договорённостям с «оранжевыми» политическими силами[72].

## Семья
Жена — Татьяна Назарова, актриса Национального академического театра русской драмы имени Леси Украинки, народная артистка Украины и России, академик Национальной Академии искусств Украины. В браке с октября 1993 года.

## Награды и премии
- Орден князя Ярослава Мудрого IV степени (24 августа 2013 года) — за значительный личный вклад в государственное строительство, социально-экономическое, научно-техническое, культурно-образовательное развитие Украины, весомые трудовые достижения и высокий профессионализм[73]
- Орден князя Ярослава Мудрого V степени (26 ноября 2003 года) — за выдающийся личный вклад в государственное строительство, плодотворную научную и общественно-политическую деятельность[74]
- Орден Богдана Хмельницкого III степени (1999 год)
- 20 орденов иностранных государств, в том числе России, Испании, Италии, Франции, Ватикана, Греции, Португалии, Бразилии, Аргентины , Индонезии, Чили, Польши, Бельгии, Перу, Боливии, Доминиканской республики, Республики Куба.
  - Большой крест ордена «За заслуги перед Итальянской Республикой» (Италия, 28 октября 1996 года)[75].
  - Большой крест ордена Гражданских заслуг (Испания, 1996 год)[76]
  - Большой крест ордена Заслуг (Португалия, 16 апреля 1998 года)[77]
  - Орден Почётного легиона (Франция)
  - Большой командорский крест ордена Великого князя Литовского Гядиминаса (Литва, 20 сентября 1996 года)[78]
  - Командор ордена Заслуг перед Республикой Польша (Польша, 2005 год)[79]
  - Орден Дружбы (Куба, 2009 год)[80]
  - Великий офицер ордена Звезды Италии (Италия, 2 июня 2013 года)[81]
  - Орден Дружбы (Россия, 6 декабря 2013 года) — за большой вклад в укрепление дружбы и сотрудничества с Российской Федерацией, развитие научных и культурных связей, активную благотворительную деятельность[82]
- Медаль «За отвагу на пожаре» (СССР), 6 медалей Украины
- Заслуженный деятель науки и техники Украины (2002 год)
- Орден святого равноапостольного князя Владимира (УПЦ МП) I и II степени Украинской Православной Церкви (Московского патриархата) — за выдающийся личный вклад в возрождение Православия в Украине и церковные заслуги[83]
- Ордена Преподобного Нестора Летописца I и II степени УПЦ (Московского патриархата)
- Ордена апостола Иоанна Богослова I и II степени УПЦ (Московского патриархата)
- Орден Святого Саввы (СПЦ) ІІ степени (церемония награждения проведена 16 марта 2012 года Патриархом Сербской Православной Церкви Иринеем) — за деятельную любовь к Сербской Православной Церкви, проявленную в мужественной и самоотверженной защите православных святынь и сербского народа Косово и Метохии[84]
- Почётная грамота Кабинета Министров Украины (26 ноября 2003 года) — за значительный личный вклад в государственное строительство, социально-экономическое и культурное развитие Украины[85]
- Лауреат Государственной премии Украины в области науки и техники (1 декабря 1999 года) — за серию монографий «Украинская фалеристика и бонистика»[86]
- Лауреат премии ЦК ЛКСМУ (МДС) имени Николая Островского за цикл исторических публикаций о сталинских репрессиях (1991 год)[87].
- Лауреат премии Союза журналистов Украины «Золотое перо» (1991 год)[88].
- Лауреат премии НАН Украины имени Николая Костомарова (2004)
- Лауреат премии имени Эдуарда Володина Союза писателей России (2012) за книгу «Петр Столыпин» (серия ЖЗЛ издательства «Молодая гвардия» (2012), с предисловием патриарха Московского и всея Руси Кирилла)[89]
- Лауреат премии имени Василия Веретенникова за 2013 год в номинации археография, архивная эвристика за подготовку научного издания «Война 1914—1917 гг. Из личного фотоальбома генерала графа Ф. А. Келлера»[90]

## Ранги
- Чрезвычайный и Полномочный Посол Украины (2004)[91]
- Государственный служащий первого ранга (1994)